# Михайловка (Ершовский район)
Михайловка — село в Ершовском районе Саратовской области России. Входит в состав Декабристского муниципального образования.

## История
До 2016 года село входило в состав ныне упразднённого Рефлекторского муниципального образования. Согласно Закону Саратовской области от 28 марта 2016 года № 34-ЗСО Михайловка была включена в состав Декабристского муниципального образования.

## География
Село находится в восточной части Саратовской области, в степной зоне, в пределах Сыртовой равнины, на левом берегу реки Большой Узень, напротив села Рефлектор, на расстоянии примерно 14 километров (по прямой) к востоку-юго-востоку (ESE) от города Ершов, административного центра района.

## Население
| 2002 | 2010 |
| ---- | ---- |
| 294  | ↘235 |

Гендерный состав
По данным Всероссийской переписи населения 2010 года в гендерной структуре населения мужчины составляли 52,3 %, женщины — соответственно 47,7 %.
Национальный состав
Согласно результатам переписи 2002 года, в национальной структуре населения русские составляли 74 %.

## Улицы
Уличная сеть села состоит из трёх улиц.